# Geert Vermeulen
Geert Vermeulen is een Vlaams acteur en scenarist. Als acteur is hij het bekendst van Het Pleintje en Alfa Papa Tango. Zijn scenario voor Katarakt kreeg veel media-aandacht.
Geert Vermeulen is afgestudeerd in 1983 aan de Studio Herman Teirlinck, Kleinkunst.
Hij had rollen in televisieproducties, zoals in Het Pleintje, Alfa Papa Tango, de soapserie avant la lettre Het Park, Kongo en in Terug naar Oosterdonk.
Geert Vermeulen speelde ook gastrollen in Recht op Recht (2000, aflevering Bankwezen en 2001 aflevering Dochterlief) , Kinderen van Dewindt, F.C. De Kampioenen (2005, aflevering De Tribune), Witse, De Kotmadam, Katarakt, Aspe, Flikken (vader van Juri), de telenovelle Sara, De Rodenburgs en Professor T. (2016, aflevering Het congres). Op het theater speelde hij met verschillende gezelschappen. Hij stond onder andere in de producties De cellist van Sarajevo, Muzet-superet, Route Manouche, Tiran-nie-soe en Het meisje met het rode badpak.
Vermeulen is een van de twee scenaristen van de één televisieserie Katarakt. Hij schreef in 2014 mee aan de fictiereeks over WO I In Vlaamse Velden.